# Chartreuse de Nördlingen
 (mars 2025).
La chartreuse de Nördlingen ou chartreuse du Jardin-du-Christ (allemand : Kloster Christgarten) est une ancienne chartreuse près d'Ederheim, au sur de Nördlingen, en Bavière, en Allemagne.

## Histoire
La chartreuse du Jardin-du-Christ est fondée en 1384 par le comte Louis XI d'Oettingen (de) et son frère Frédéric. La dotation initiale est très modeste, mais la maison bénéficie de nombreux bienfaiteurs. 
Les comtes d'Oettingen soutiennent la Réforme à partir de 1525. En 1546, les troupes impériales brûlent la chartreuse. Le prieur emprunte mille florins à la chartreuse de Buxheim et restaure la maison, sous la protection impériale. En 1552, les protestants la pillent, les moines sont expulsés et le prieur arrêté. En 1557, le comte  Karl Ludwig von Oettingen, luthérien, s'empare du monastère en violation de l'intérim d'Augsbourg. Des chartreux sont appelés à devenir pasteurs protestants à partir de 1558. Au cours de la Réforme, le prieur de Hürnheim (près d'Ederheim) passe également au protestantisme et gouverne Christgarten dans l'esprit de la Réforme. Le chapitre général envoie alors Bruno Fleischmann de la chartreuse d'Astheim pour restaurer le monastère.
En 1599, le tribunal de l'empire, à Spire, oblige le comte à la restituer, sentence qui n'est exécutée qu'en 1631. Le 6 mars 1629, l'empereur Ferdinand II publie son édit de restitution et, le 31 janvier 1631, le monastère est rendu au prieur de Buxheim chargé alors de représenter la congrégation religieuse.
En 1632, l'invasion suédoise ruine la restauration commencée. Après la guerre de Trente Ans, la lutte des chartreux et du comte continue jusqu'au traité de Westphalie qui, en 1648, livre définitivement le monastère au comte, qui le sécularise. 
Le clocher est démoli en 1656 ainsi que d'autres bâtiments aux XVIIIe et XIXe siècles. De l'église du monastère, seul le chœur, qui sert d'église paroissiale, est conservé. L'autel dit autel Scheuffelin a été donné à l'Alte Pinakothek à Munich.

## Prieurs
Le prieur est le supérieur d'une chartreuse, élu par ses comprofès ou désigné par les supérieurs majeurs.
- 1403-1409 : Jean Kesseler (†1425), profès de la chartreuse de Mayence, élu prieur de Mayence en 1403 mais ne devient prieur de Mayence qu'en 1409, puis visiteur de la Province du Rhin.
- 1439 à 1442 : Oswald (†1446) prieur des Chartreuses de Wurtzbourg et de Grünau, visiteur de la province d'Allemagne inférieure.
- Albert Harhusen (†1446), prieur de Strasbourg et de Buxheim, représente l'Ordre aux conciles de Constance et de Bâle.
- Ambroise Alentsee ou Alenstenius (†1506), prieur de Christgarten, auteur d'un traité intitulé Foedus Christianum, imprimé à Augsbourg.
- 1631 : Jean Jung, profès de Wurtzbourg
- 1635 : Henri Slumpf

## Moines notables
- Conrad Merboltde Wida (†1457), calligraphe.

## Description

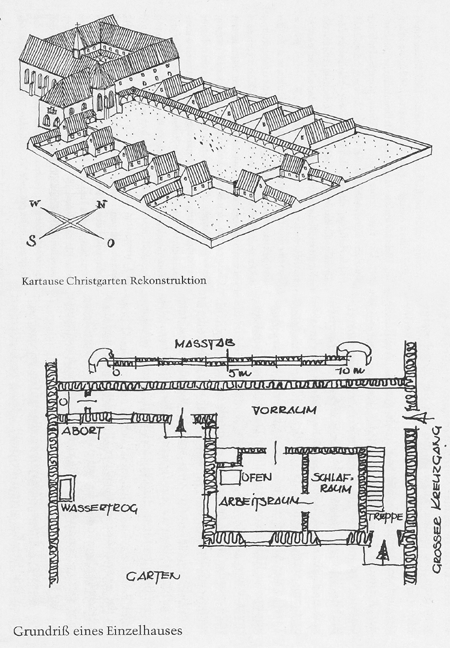
Plan de la chartreuse

Au nord de l'église du monastère se trouvait le couvent à trois ailes avec son cloître. Au sud, une chapelle, aujourd'hui en ruine, a été ajoutée à l'église. Le réfectoire ou la salle capitulaire se trouvait peut-être au dernier étage de cette extension.
Les cellules des moines étaient regroupées en petites maisons à l'est autour d'un grand couloir, qui donnait, aux moines, un accès direct au chœur. Le chœur était séparé de la nef par un jubé partiellement conservé.
Un petit jardin était attribué à chaque cellule du monastère. Le périmètre de la chartreuse était délimité par un mur d'enceinte. La zone d'atelier du monastère était à l'est. La cour spacieuse servait de cimetière aux détenus du monastère.

## L'église paroissiale d'aujourd'hui
Le chœur de l'ancienne église du monastère est utilisé aujourd'hui comme église paroissiale évangélique qui peut accueillir environ 80 personnes. L'orgue Sieber, qui date de 1832.